# Hodgson River
Der Hodgson River ist ein Fluss im Norden des australischen Territoriums Northern Territory.

## Name
Der Flussname geht auf Ludwig Leichhardt, einen preußischen Entdecker in Australien, zurück. Er benannte den Fluss im Jahr 1845 auf seiner ersten Australienexpedition von 1844 bis 1845 nach Christopher Pemberton Hodgson, einem Entdeckungsreisenden, Schriftsteller und Diplomaten, der die Expedition am  1. Oktober 1844 vorzeitig verlassen musste.

## Geografie

### Flusslauf
Der Fluss entspringt etwa 30 Kilometer östlich des Scarlett Hill und fließt nach Nordosten bis Nutwood Downs. Dort wendet er seinen Lauf nach Norden und verläuft in etwa parallel zur Hodgson River Road bis zu den Siedlungen Minyerri und Hodgson Downs, wo er direkt auf die Straße trifft. Er biegt nach Nordosten ab und mündet bei Roper Bar in den Roper River.

### Nebenflüsse mit Mündungshöhen
Der Hodgson River hat folgende Nebenflüsse:
- Brumby Creek – 175 m
- Cow Creek – 168 m
- Bull Creek – 163 m
- Red Ochre Creek – 160 m
- Sandy Creek – 157 m
- Anderson Creek – 148 m
- Station Creek – 139 m
- Mahogany Creek – 139 m
- Dingeri Creek – 138 m
- Crawford Creek – 85 m
- Bella Glen Creek – 79 m
- Arnold River – 74 m
- Blackwater Creek – 33 m
- Jim Muirs Creek – 18 m

### Durchflossene Seen
Er durchfließt folgende Seen:
- Arkdip Lagoon – 118 m
- Flicks Waterhole – 113 m
- Grassmere Billabong – 33 m